# L'avventuriero dei due mondi
L'avventuriero dei due mondi (Sonatas ) è un film del 1959 diretto da Juan Antonio Bardem tratto dall'opera di Ramón del Valle-Inclán.

## Trama
Il marchese Brandomin è occupato a conquistare le belle dame mentre la società è sconvolta dai moti liberali. Dopo la scomparsa di un caro amico decide di passare dalla parte dei ribelli.